# Allan Ray Guy
Pour les articles homonymes, voir Allan Guy et Guy.
Allan Ray Guy  (né le 18 mai 1926 et mort le 12 juillet 2025) est un enseignant et homme politique provincial canadien de la Saskatchewan. Il représente la circonscription d'Athabasca à titre de député du Parti libéral de la Saskatchewan de 1960 à 1975.

## Biographie
Né à Senlac (en) en Saskatchewan, Guy étudie dans cette ville tout en travaillant sur la ferme familiale. Il poursuit ses études pour devenir enseignant à la Saskatoon Teachers' College (en) et à l'Université de la Saskatchewan. Devenu enseignant, il exerce cette fonction en plus de celle de directeur d'une école de La Ronge.
Élu en 1960, il devient ministre des Travaux publics, ministre des Affaires municipales et ministre des Affaires indiennes et métisses. Réélu lors de l'élection générale de 1971, l'élection est annulée à la suite du recomptage. Néanmoins, Guy est réélu lors de l'élection partielle en 1972. Tentant une réélection dans une autre circonscription, soit Rosthern, il est défait par Ralph Katzman.
Après la politique, il redevient directeur d'école à Prud'homme.